# Noordelijke Afrikaanse brilvogel
De Noordelijke Afrikaanse brilvogel (Zosterops senegalensis) is een zangvogel uit de familie Zosteropidae (brilvogels). Deze brilvogel komt voor in een groot deel van Sub-Saharisch Afrika. Eerder was de angolabrilvogel (Z. kasaicus) een ondersoort van deze vogel.

## Kenmerken
De vogel is gemiddeld 11,5 cm lang en weegt 6,8 tot 14,1 gram. De vogel is van onder helder geel dat reikt van de buik tot op de borst, keel en wangen (sommige ondersoorten zijn minder geel op de buik). De flanken zijn meer vaalgroen. Van boven is de vogel meer groenachtig geel, op de stuit wat lichter en donkerder tot bruin op de vleugel- en staartpennen. De lichte ring om het oog is vrij breed, vooral bij de ondersoort Z. s. jacksoni. Er zit zwart tussen deze oogring en de snavel en daarboven een smal stukje geel op het voorhoofd. De iris is bruin, de snavel zwartbruin en de poten grijs tot blauwgrijs. Mannetje en vrouwtje verschillen niet.

## Verspreiding
De soort telt vier ondersoorten:
- Z. s. senegalensis: van Mauritanië en Senegal tot noordwestelijk Ethiopië.
- Z. s. demeryi: Sierra Leone, Liberia en Ivoorkust.
- Z. s. gerhardi: zuidelijk Soedan en noordoostelijk Oeganda.
- Z. s. jacksoni: westelijk Kenia en noordelijk Tanzania.

Het leefgebied bestaat uit een grote aantal landschapstypen met wat bos. Dicht regenwoud mijdt de vogel, maar hij kan worden aangetroffen langs de randen van oerwoud, in riviergeleidend bos, in bossavanne maar ook in agrarisch gebied en  in tuinen en parken in steden, zowel in laagland als in berggebieden tot 3400 m boven de zeespiegel .

## Status
De grootte van de wereldpopulatie is niet gekwantificeerd. Het is een algemeen voorkomende zangvogel en daarom staat hij als niet bedreigd op de Rode Lijst van de IUCN.